# Fanaloka
De fanaloka, fanaloek of grote falanoek (Fossa fossana) is een roofdier uit de familie der Madagaskarcivetkatten (Eupleridae). De fanaloka is de enige soort uit het geslacht Fossa. Verwarrend genoeg leeft er op Madagaskar een ander roofdier, dat in het Nederlands "fossa" wordt genoemd, de fretkat (Cryptoprocta ferox). De mierencivetkat of falanoek (Eupleres goudotii) wordt beschouwd als de naaste verwant van de fanaloka.

## Kenmerken
De fanaloka wordt ongeveer 40 tot 47 centimeter lang en 2,2 kilogram zwaar. De staart is 9,5 tot 20 centimeter lang. De fanaloka heeft een grijzig bruine vacht. De onderzijde is lichter van kleur. Over de flanken, de rug en de staart lopen dikke donkerbruine vlekken, die zich op de rug samenvoegen tot dikke lengtestrepen. Over de bovenzijde van de staart lopen ook vage donkere dwarsstrepen. De ooghoeken zijn wit.

## Leefwijze
Het is een grondbewonend nachtdier. Hij leeft voornamelijk van kleine gewervelde dieren als kleine zoogdieren, hagedissen en kikkers, en insecten. 

## Voortplanting
De paartijd valt in augustus en september. Fanaloka's leven meestal in paartjes. Na een draagtijd van drie maanden wordt één jong geboren. Het jong is bij de geboorte volledig behaard en de ogen zijn open. Binnen enkele dagen is het jong in staat zijn moeder te volgen. Na tien weken wordt het jong gespeend.

## Verspreiding en leefgebied
De fanaloka leeft in dicht regenwoud en soms in naaldbos op het eiland Madagaskar. 